# Snåltjärnen, Dalarna
Snåltjärnen är en sjö i Mora kommun i Dalarna och ingår i Dalälvens huvudavrinningsområde.